# عبد الرحمن الفاضل
عبد الرحمن الفاضل (مواليد 9 يوليو 1994) هو مجدف كويتي. شارك في دورة الألعاب الأولمبية الصيفية 2020.